# Pennybridge Pioneers
Pennybridge Pioneers is het vierde studioalbum van de Zweedse punkband Millencolin. Met meer dan 35.000 verkochte exemplaren in Australië werd dit het eerste gouden album van de band. De naam is afkomstig van de stad waar de vier bandleden vandaan komen, Örebro is naar het Engels letterlijk vertaald Pennybridge.

## Nummers
1. "No Cigar" - 2:43
2. "Fox" - 2:02
3. "Material Boy" - 2:23
4. "Duckpond" - 2:50
5. "Right About Now" - 1:48
6. "Penguins And Polarbears" - 2:53
7. "Hellman" - 2:40
8. "Devil Me" - 2:40
9. "Stop To Think" - 2:12
10. "The Mayfly" - 3:05
11. "Highway Donkey" - 2:28
12. "A-Ten" - 3:00
13. "Pepper" - 1:48
14. "The Ballad" - 4:50
15. "Dinner Dog" - 1:45 (Japanse bonustrack)
16. "Queens Gambit" - 2:39 (Japanse bonustrack)

Nikola Šarčević · Mathias Färm · Fredrik Larzon · Erik Ohlsson
Albums en ep's: Use Your Nose · Skauch · Same Old Tunes · Life on a Plate · For Monkeys · Hi-8 Adventures Soundtrack · The Melancholy Collection · Pennybridge Pioneers · No Cigar · Millencolin/Midtown Split · Home from Home · Kingwood · Machine 15 · The Melancholy Connection · True Brew · SOS
Video's en dvd's: Millencolin and the Hi-8 Adventures